# 屏东花椒
屏东花椒（学名：Zanthoxylum wutaiense）为芸香科花椒属下的一个种。

## 扩展阅读
維基物種上的相關：屏东花椒